# Gimme all your lovin'
Gimme all your lovin' is een single, oorspronkelijk uit september 1983, van de Amerikaanse rockgroep ZZ Top. In Nederland en België werd de plaat in november 1984 op single uitgebracht. In 1994 werd het nummer ook op cd-single uitgebracht.

## Achtergrond
De plaat werd voornamelijk een hit in Noord-Amerika, de Britse  eilanden en het Nederlandse taalgebied. In ZZ Top's thuisland de Verenigde Staten werd de 37e positie in de Billboard Hot 100 bereikt. In Canada werd de 39e positie behaald, in Australië de 82e, Frankrijk de 19e, Ierland de 9e en in het Verenigd Koninkrijk de 10e positie in de UK Singles Chart.
In Nederland was de plaat op zondag 9 december 1984 de 50e Speciale Aanbieding bij de KRO op Hilversum 3 en werd een grote hit in de destijds drie landelijke hitlijsten op de nationale publieke popzender. De plaat bereikte in zowel de Nederlandse Top 40 als de Nationale Hitparade de 3e positie en de 7e positie in de TROS Top 50. In de Europese hitlijst op Hilversum 3, de TROS Europarade, bereikte de plaat de 37e positie. 
In België bereikte de plaat de 9e positie in de voorloper van de Vlaamse Ultratop 50 en de 14e positie in de Vlaamse Radio 2 Top 30. In Wallonië werd géén notering behaald. 
Sinds de allereerste editie in december 1999 staat de plaat onafgebroken genoteerd in de jaarlijkse NPO Radio 2 Top 2000 van de Nederlandse publieke radiozender NPO Radio 2, met als hoogste notering een 118e positie in 2001.

## NPO Radio 2 Top 2000
| Nummer met noteringen in de NPO Radio 2 Top 2000 | '99 | '00 | '01 | '02 | '03 | '04 | '05 | '06 | '07 | '08 | '09 | '10 | '11 | '12 | '13 | '14 | '15 | '16 | '17 | '18 | '19 | '20  | '21 | '22  | '23  | '24  |
| ------------------------------------------------ | --- | --- | --- | --- | --- | --- | --- | --- | --- | --- | --- | --- | --- | --- | --- | --- | --- | --- | --- | --- | --- | ---- | --- | ---- | ---- | ---- |
| Gimme All Your Lovin'                            | 201 | 174 | 118 | 170 | 124 | 196 | 192 | 239 | 242 | 187 | 321 | 341 | 355 | 624 | 519 | 417 | 549 | 511 | 553 | 898 | 958 | 1011 | 899 | 1022 | 1115 | 1159 |

1. ↑  Een vetgedrukt getal geeft de hoogste notering aan.